# Notamacropus parryi
Notamacropus parryi (кенгуру Паррі) — вид сумчастих родини Кенгурових. 

## Середовище проживання
Ендемік Австралії, де мешкає на північному сході штату Квінсленд та на півночі штату Новий Південний Уельс. Діапазон поширення за висотою: від 0 до 1400 м над рівнем моря.

## Морфологія
Блідо-сірий кенгуру з білими смугами на лиці й дуже довгим міцним хвостом. Справді, хвіст цієї істоти часто дорівнює або перевищує довжину його тіла і голови, разом узятих. Загальна довжина може перевищувати 2 метри (7 футів) у самців цього виду.

## Стиль життя
Найбільш денний з видів роду. Під час сезону з високою температурою, харчується тільки рано вранці і пізно ввечері, ховаючись під листям під час температурного піку. У зимові місяці, видно, харчується в будь-який час дня. Трави, папороті й трав'янисті рослини є продуктами харчування. У спекотну погоду, Macropus parryi часто облизує свої руки, щоб тримати їх у прохолоді. Стадний, живе в групах до 50 тварин з внутрішніми підгрупами по 10 осіб. 

## Відтворення
Macropus parryi народжує одне дитинча. Можуть розмножуватись протягом року. Середній період вагітності 36.3 дні. Новонароджені мають масу близько одного грама. Перша поява дитинча з сумки відбувається на 240 день, лактація триває 450 днів. На відміну від деяких інших видів кенгуру, в яких мати примусово видаляє її потомство, коли настає час, дитинчата Macropus parryi залишають захисну сумку самі по собі. Статева зрілість настає в 18—29 місяців.

## Галерея

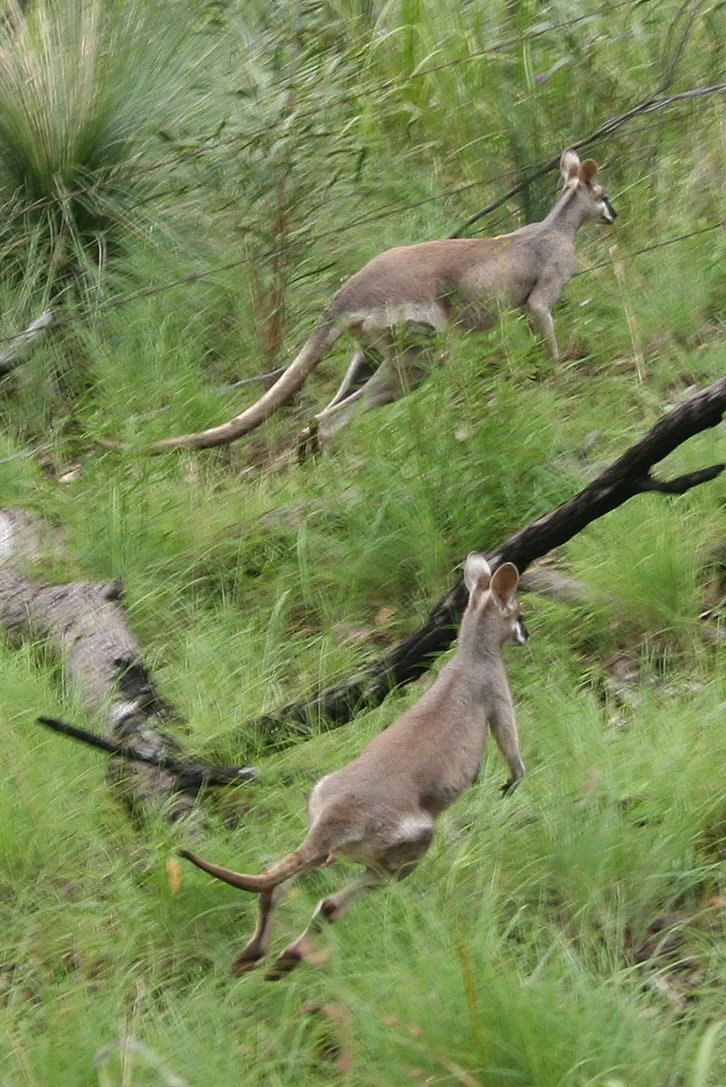
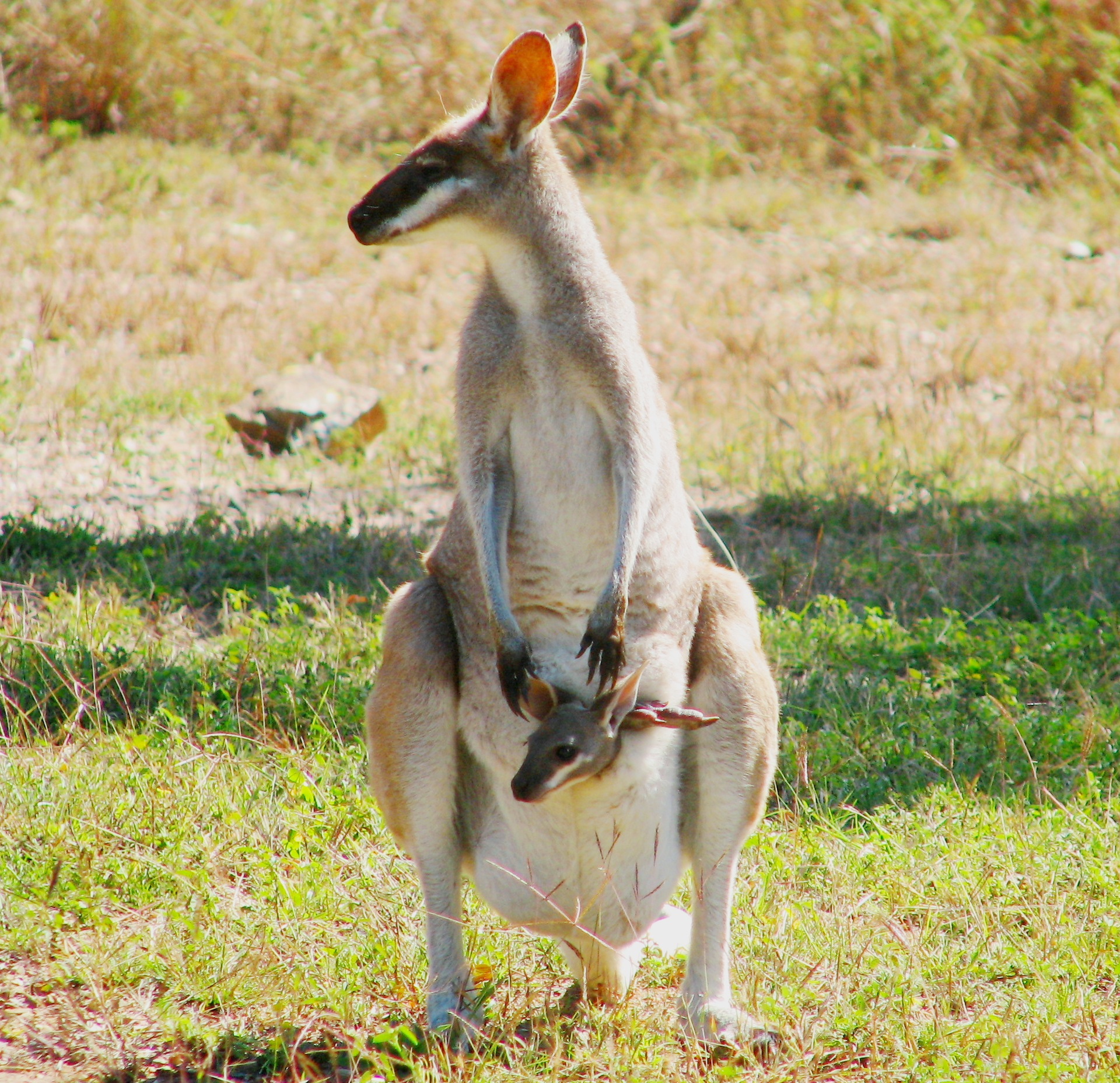
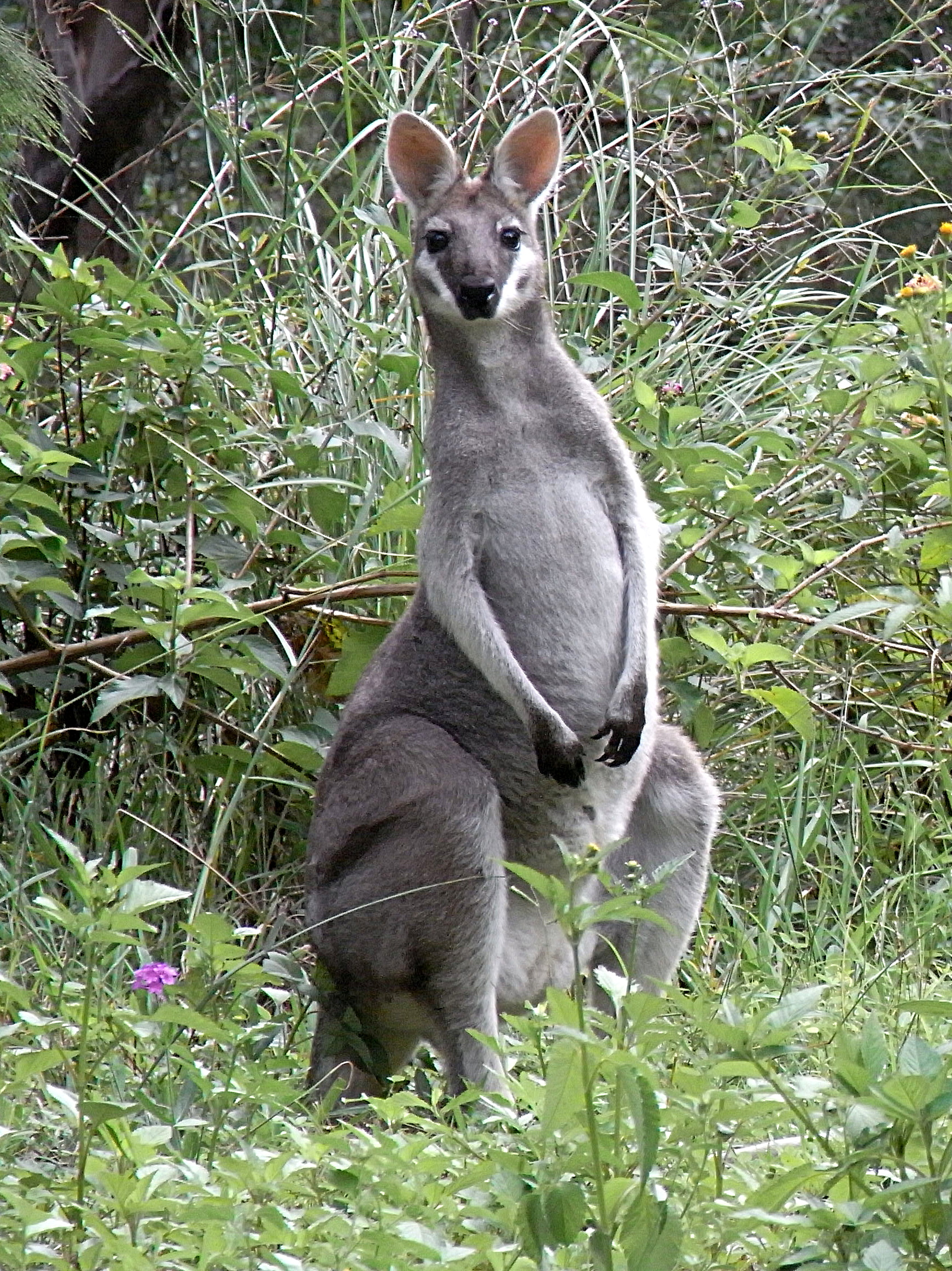
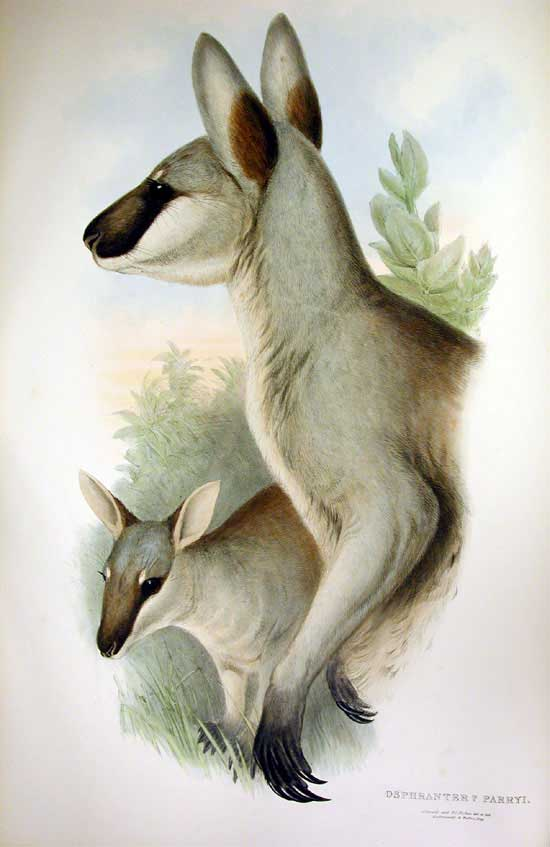
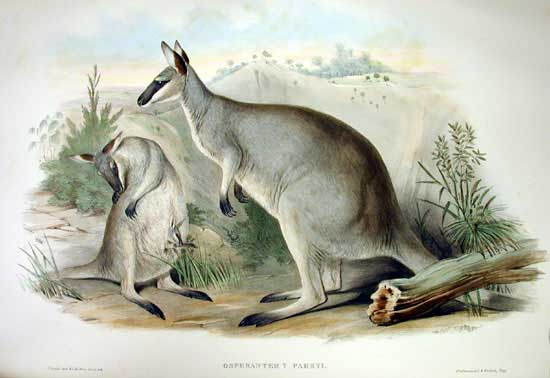